# 近衛はな
近衛 はな（このえ はな、1980年3月21日 - ）は、日本の女優、タレント、脚本家、詩人である。本名、目黒 裕佳子（めぐろ ゆかこ）。旧芸名、目黒 ゆかこ。
東京都出身、青山学院大学国際政治経済学部国際政治学科卒業。所属事務所はサンミュージックプロダクション→オフィス佐々木。

## 来歴
父は目黒祐樹、母は江夏夕子、伯父は松方弘樹、祖父は近衛十四郎という俳優一家の長女として誕生した。一人っ子。
2003年3月に、青山学院大学国際政治経済学部国際政治学科を卒業。大学在学中、1999年度学業奨励賞奨学生、外務省によりロシアに研修派遣。2002年度フランスに留学。CSP国際会議に参加。国際連合大学での職歴がある。
2003年にNHK教育テレビの教育番組『NHK高校講座』の司会者として芸能界デビューし、2005年には映画『探偵事務所5』で女優デビューを果たした。
2005年春より2008年まで、原子力安全・保安院（NISA）が刊行している情報誌「NISA通信」のリポーターを務めた。
2007年春に目黒ゆかこから、祖父・近衛十四郎の名跡を引き継いだ近衛はなへ改名。ただし詩人としての名義は目黒裕佳子を使用している。
2009年放送のNHK『ドラマスペシャル・白洲次郎』の第2回で、脚本家デビュー。2008年11月に発表した詩集『二つの扉』で翌2009年の第20回歴程新鋭賞受賞。
2009年9月に「希望郷いわて文化大使」に就任。同年12月にイタリア・サレルノ国際映画祭にて『遠野物語』をイタリア語で披露した。
2010年4月公開の映画『獄に咲く花』で高須久役を演じて映画初主演、父・目黒祐樹と初共演も果たした。
私生活では、東京大学大学院卒で博士号を持ち東京都内の研究所に勤務する12歳年上の天文学者の男性と、約5年間の交際期間を経て、夏至にあたる2017年6月21日に婚姻届を提出し結婚した。その後、2019年1月7日、第1子を出産。

## 人物

### 家族
父は目黒祐樹、母は江夏夕子、伯父は松方弘樹、母方祖父方曽祖父は市川松蔦二世、大伯父は市川門之助、父方祖父は近衛十四郎（1977年没）、祖母は水川八重子(1976年没)、伯父の元妻は女優の仁科亜季子、従兄は俳優の目黒大樹、従弟は俳優の十枝真沙史と同じく俳優の仁科克基、従妹はタレントの仁科仁美。
家族仲が非常に良く、両親と旅番組に出演したりしている。

### 趣味
絵画、詩、読書、映画鑑賞、能楽鑑賞、野菜づくり。

### 特技
外国語（英語、フランス語ともに会話堪能）、ロシア語、剣道（初段）、乗馬、平泳ぎ。
幼少期から両親に文武両道を教えられ、さらに父が学業に専念するため、芸能界から離れた経験を参考にしている。父が海外留学歴があるため、海外留学を強く勧めていたという。父も同じく英語が堪能である。

## 出演

### 映画
- 探偵事務所5 1st season vol.24 「白い薔薇の女」（2005年）
- 九月の記憶（2007年）
- 明日への遺言（2008年） - 小原純子 役
- 獄に咲く花（2010年） - 主演・高須久 役
- 学校をつくろう（2011年） - 相馬陸（りく） 役
- 100年ごはん（2014年） - 主演・ワタシ役

### テレビドラマ
- ドラマスペシャル・白洲次郎（2009年、NHK） - 吉田和子 役
- 陽炎の辻3 〜居眠り磐音 江戸双紙〜 第9 - 11話（2009年7月、NHK）
- こだわり男とマルサの女〜宮本信子 天才との日々（2012年2月24日、NHK） - 宮本信子 役
- ドラマ10 全力離婚相談（2015年、NHK） - 栗田(郷原)信枝 役
- オリガミの魔女と博士の四角い時間 第7話「雪のふる夜」（2017年11月25日、NHK Eテレ）
- 連続テレビ小説 エール （2020年6月18日・19日、NHK） - 環の友人・里子 役

### その他のテレビ番組
- NHK高校講座『理科総合A・B』（2003年 - 2006年、NHK教育）
- 週刊ECOキッズ!〜'06環境技術編〜（2006年8月6日 - 2006年9月3日、BS-i） - 司会
- 「ふるさと」を探す心の旅〜啄木と賢治の言葉〜（2014年3月16日、BS朝日） - ナビゲーター
- 新・日本を歩く道紀行（BS-TBS） - 旅人
  - ふじのくにの道 修善寺〜富士宮（2016年1月3日 - 1月31日）
  - 風薫る岬めぐり 三浦半島（2016年5月8日 - 5月29日）
- フランス人がときめいた日本の美術館（2018年9月 - 2019年、BS11） - 旅人（6人による週替わり）
- 生物環境の科学（2016年、放送大学） - アシスタント

## 作品

### テレビドラマ（作品）
- ドラマスペシャル・白洲次郎（2009年、NHK）
  - 第1回「カントリージェントルマンへの道」 - 脚本協力
  - 第2回「1945年のクリスマス」 - 脚本
  - 第3回「ラスプーチンの涙」 - 脚本
- 続・遠野物語（2010年12月、NHK盛岡） - 脚本
- ポプラの秋（2012年11月、関西テレビ） - 脚本
- オリガミの魔女と博士の四角い時間（NHK Eテレ） - 企画・脚本
  - オリガミの魔女と博士の四角い時間（2017年3月）
  - オリガミの魔女と博士の四角い時間 少年ノボルのオリガミ日記（2017年8月 - 2018年3月）[注 3]
  - オリガミの魔女と博士の四角い時間 年末年始スペシャル（2017年12月30日）

### 舞台（作品）
- 玉藻前〜TAMAMO〜（2011年） - 原作
- 藤間勘十郎文芸シリーズ 其の壱 「綺譚 桜の森の満開の下」（2014年） - 上演台本

## 著書

### 詩集
- 『二つの扉』（2008年12月、思潮社、ISBN 978-4783731016）
- 『左手』（2019年1月、思潮社、ISBN 978-4783736523）